# David Theunis Runia
David Theunis Runia AM, auch Douwe Runia (* 14. Dezember 1951 in Noordoostpolder, Niederlande) ist ein niederländisch-australischer Klassischer Philologe und Philosophiehistoriker.

## Leben
Runia wurde am 14. Dezember 1951 in den Niederlanden geboren, wanderte jedoch im Alter von vier Jahren mit seinem Vater Klaas Runia (1926–2006) nach Australien aus, der dort von 1956 bis zu seiner Rückkehr in die Niederlande 1971 einen Lehrstuhl für Systematische Theologie am Reformed Theological College in Geelong innehatte. Nach dem Besuch der Newtown State School und des Geelong College studierte er von 1969 bis 1976 Classics an der University of Melbourne; von 1969 bis 1971 war er residierender Student im Queen’s College. 1977 erwarb er den B.A. (Hons) der University of Melbourne, 1977 ebendort den M.A., zugleich ein Diplom in Erziehungswissenschaft. Anschließend kehrte er in die Niederlande zurück, wo er seine Studien fortsetzte und 1983 mit einer Dissertation über „Philo of Alexandria and the Timaeus of Plato“ an der Freien Universität Amsterdam promoviert wurde.
Von 1985 bis 1990 war er Huygens Senior Research Fellow der Nederlandse Organisatie voor Wetenschappelijk Onderzoek, als solcher von 1986 bis 1987 zugleich Fellow der School of Historical Studies des Institute for Advanced Study, Princeton, 1987 Visiting Fellow des Humanities Research Centre der Australian National University, Canberra. Von 1990 bis 1992 war er Dozent (Senior Lecturer) für antike und patristische Philosophie an der Freien Universität Amsterdam, 1990 zudem Humboldt-Stipendiat an der Universität Münster, Deutschland.
1991 wurde er zum C.-J.-De-Vogel-Professor Extraordinarius für antike und patristische Philosophie an der Universität Utrecht, Niederlande, ernannt, eine Stellung, die er bis 1999 innehatte. Von 1995 bis 1999 war er dort zudem Dekan der Fakultät für Philosophie. Von 1992 bis 2002 war er zugleich Professor für antike und mittelalterliche Philosophie an der Universität Leiden.
2002 kehrte er nach Australien zurück, wo er zum Master des Queen’s College der University of Melbourne ernannt worden war. 2016 wurde er dort emeritiert. Seither ist er Professorial Fellow in der School of Historical Studies der Faculty of Arts an der University of Melbourne. 2017 wurde er zum Direktor des Institute for Religion and Critical Inquiry an der Australian Catholic University ernannt. 2025 erhielt er die Ernennung zum Member des Order of Australia.

## Auszeichnungen
- 1999: Fellow der Australian Academy of the Humanities
- 2003: D. Litt., University of Melbourne
- 2003: Centenary Medal, Australien
- 2004: Korrespondierendes Mitglied der Königlich Niederländischen Akademie der Wissenschaften
- 2007: Scaliger Fellow an der Universitätsbibliothek Leiden

## Forschungsschwerpunkte
Runias Forschungsschwerpunkte sind der Platonismus in seiner Beziehung zum jüdisch-christlichen Denken, insbesondere der jüdische Philosoph Philon von Alexandrien, sowie die Doxographie des frühen griechischen Denkens, insbesondere Aëtios.

## Schriften (Auswahl)
- Philo of Alexandria and the Timaeus of Plato. Diss. Freie Universität Amsterdam 1986.
- mit Roberto Radice: Philo of Alexandria. An Annotated Bibliography 1937–86. 1988.
- Exegesis and Scripture. Studies on Philo of Alexandria. 1990.
- Philo in Early Christian Literature. A Survey. 1993.
- Philo and the Church Fathers. A Collection of Papers. 1995.
- mit Jaap Mansfeld: Aëtiana. The Method and Intellectual Context of a Doxographer, Volume I: The Sources. 1997.
- Philo of Alexandria. An Annotated Bibliography 1987–96. 2000.
- Philo of Alexandria, On the Creation of the Cosmos according to Moses. Translation and Commentary. 2001.
- mit Michael Share: Proclus Commentary on Plato's Timaeus. Volume II Book 2: Proclus on the Causes of the Cosmos and its Creation. 2008.
- mit Jaap Mansfeld: Aëtiana: The Method and Intellectual Context of a Doxographer, Volume II: The Compendium. 2009.
- mit Jaap Mansfeld: Aëtiana: The Method and Intellectual Context of a Doxographer, Volume III: Studies in the Doxographical Traditions of Ancient Philosophy. 2009.
- (Hrsg., mit Jaap Mansfeld): Aëtiana IV: Papers of the Melbourne Colloquium on Ancient Doxography. 2018.
- mit Jaap Mansfeld: Aëtiana: The Method and Intellectual Context of a Doxographer. Band 5: An Edition of the reconstructed text of the Placita with a commentary and a collection of related texts. 4 Teilbände, Brill, Leiden/Boston 2020.
- (Hrsg.): The Studia Philonica Annual, 10 Bände 1989–1998; mit Gregory E. Sterling als Hrsg., 20 Bände 1999–2018 (außer Band 28, der Festschrift zu seinen Ehren)